# Cherokee (taal)
Het Cherokee (ᏣᎳᎩ Tsa-la-gi) is een Irokese taal die gesproken wordt door de Cherokee. Het is de enige zuidelijke Irokese taal die nog steeds gesproken wordt.

## Fonologie
Cherokee heeft slechts één labiale medeklinker, /m/, die relatief nieuw is in de taal, tenzij men de /w/ telt als een labiaal.

### Medeklinkers
|                                | Labiaal | Alveolaar | Palataal | Velaar | Glottaal |
| ------------------------------ | ------- | --------- | -------- | ------ | -------- |
| Stop                           |         | t         |          | k      |          |
| Affricaat                      |         |           |          |        |          |
| Frikatief                      |         | s         |          |        | h        |
| Nasaal                         | m       | n         |          |        |          |
| Approximant                    |         |           | j        |        |          |
| Lateraal approximant\|Lateraal |         | l         |          |        |          |

### Klinkers
|          | Voor | Centraal | Achter |
| -------- | ---- | -------- | ------ |
| Gesloten | i    |          | u      |
| Midden   | e    | [ə̃]      | o      |
| Open     |      | a        |        |

### Tweeklanken
Het Cherokee kent maar één tweeklank: /ai/
Een uitzondering hierop is het moderne leenwoord automobiel met de Engelse /aw/ klank en /b/ klank.

## Grammatica
Cherokee (of Tsalagi, zoals het in de taal zelf genoemd wordt) is polysynthetisch, zoals de meeste inheemse Amerikaanse talen. Zoals in het Duits en Latijn, worden morfemen samengevoegd en vormen ze soms erg lange woorden. Cherokee-werkwoorden, die de meest belangrijke woordgroep vormen, moeten minstens een bijwoordelijk voorvoegsel, een werkwoordswortel, een aspectsachtervoegsel en een modaal achtervoegsel bevatten. Bijvoorbeeld het werkwoord ke: Ka "ik ga', heeft elk van deze elementen. Het bijwoordelijk voorvoegsel is k-, dat de eerste persoon enkelvoud aanduidt. De werkwoordswortel is -e, "gaan". Het modale achtervoegsel voor de tegenwoordige tijd in het Cherokee is -a. Als we alle mogelijke combinaties van mogelijke affixen beschouwen, kan elk werkwoord 21.262 vervoegingen hebben.

## Schrift
Het Cherokee wordt geschreven in een syllabisch schrift dat bedacht werd door Sequoyah (ook bekend als George Guess). In zijn systeem vertegenwoordigt elk symbool een lettergreep in plaats van een enkele foneem. Hoewel het aantal lettergrepen in het Nederlands (tienduizenden) een gebruik van syllabisch schrift onhandig zou maken, bieden de 75 karakters in het Cherokee-schrift een goed toepasbare methode om het Cherokee op te schrijven. Sommige symbolen lijken op letters uit het Latijnse alfabet, maar de klanken zijn totaal anders. Sequoyah had Engels schrift gezien, maar wist niet hoe hij het schrijven moest. In alle gevallen waarin iemand een schrift uitgevonden had na het zien van fonetisch schrift maar niet wist hoe hij dit schrijven moest, was het resultaat een syllabisch schrift.
(V is een nasale klinker in de volgende tabel.)
|             | a [a]/[ə]               | e [e]/[ɛ]     | i [i]/[ɪ]     | o [o]/[ɔ] | u [u]/[ʊ] | v [ə̃]  |
| ----------- | ----------------------- | ------------- | ------------- | --------- | --------- | ------ |
|             | Ꭰꭰ a                    | Ꭱꭱ e          | Ꭲꭲ i          | Ꭳꭳ o      | Ꭴꭴ u      | Ꭵꭵ v   |
| g [ɡ]       | Ꭶꭶ ga • Ꭷꭷ ka           | Ꭸꭸ ge         | Ꭹꭹ gi         | Ꭺꭺ go     | Ꭻꭻ gu     | Ꭼꭼ gv  |
| h [h]       | Ꭽꭽ ha                   | Ꭾꭾ he         | Ꭿꭿ hi         | Ꮀꮀ ho     | Ꮁꮁ hu     | Ꮂꮂ hv  |
| l [l]       | Ꮃꮃ la                   | Ꮄꮄ le         | Ꮅꮅ li         | Ꮆꮆ lo     | Ꮇꮇ lu     | Ꮈꮈ lv  |
| m [m]       | Ꮉꮉ ma                   | Ꮊꮊ me         | Ꮋꮋ mi         | Ꮌꮌ mo     | Ꮍꮍ mu     |        |
| n [n]       | Ꮎꮎ na • Ꮐꮐ nah • Ꮏꮏ hna | Ꮑꮑ ne         | Ꮒꮒ ni         | Ꮓꮓ no     | Ꮔꮔ nu     | Ꮕꮕ nv  |
| qu [kʰw]    | Ꮖꮖ qua                  | Ꮗꮗ que        | Ꮘꮘ qui        | Ꮙꮙ quo    | Ꮚꮚ quu    | Ꮛꮛ quv |
| s [s]       | Ꮝꮝ s • Ꮜꮜ sa            | Ꮞꮞ se         | Ꮟꮟ si         | Ꮠꮠ so     | Ꮡꮡ su     | Ꮢꮢ sv  |
| d/t [d]/[t] | Ꮣꮣ da • Ꮤꮤ ta           | Ꮥꮥ de • Ꮦꮦ te | Ꮧꮧ di • Ꮨꮨ ti | Ꮩꮩ do     | Ꮪꮪ du     | Ꮫꮫ dv  |
| tl [t͡ɬ]     | Ꮬꮬ dla • Ꮭꮭ tla         | Ꮮꮮ tle        | Ꮯꮯ tli        | Ꮰꮰ tlo    | Ꮱꮱ tlu    | Ꮲꮲ tlv |
| ts [d͡ʒ]     | Ꮳꮳ tsa                  | Ꮴꮴ tse        | Ꮵꮵ tsi        | Ꮶꮶ tso    | Ꮷꮷ tsu    | Ꮸꮸ tsv |
| w [ɰ]       | Ꮹꮹ wa                   | Ꮺꮺ we         | Ꮻꮻ wi         | Ꮼꮼ wo     | Ꮽꮽ wu     | Ꮾꮾ wv  |
| y [j]       | Ꮿꮿ ya                   | Ᏸᏸ ye         | Ᏹᏹ yi         | Ᏺᏺ yo     | Ᏻᏻ yu     | Ᏼᏼ yv  |

## Toon
Cherokee heeft een robuust tonaal systeem waarin tonen op verschillende manieren gecombineerd kunnen worden, volgens subtiele en complexe tonale regels die verschillen van gemeenschap tot gemeenschap. Hoewel het tonale systeem langzamerhand wat simpeler wordt in vele gebieden (ongetwijfeld vanwege het feit dat het voor de meeste sprekers een tweede taal is), blijft het tonale systeem erg belangrijk in de betekenissen van woorden, en wordt het nog steeds door velen fanatiek in stand gehouden, voornamelijk door oudere Cherokee. Het syllabische schrift geeft echter de toon van de lettergrepen niet aan, en echt discrepanties in de betekenis van woorden zijn zeldzaam in de gemeenschap van Cherokee-moedertaalsprekers. Hetzelfde geldt voor getranslitereerd Cherokee (osiyo, dohitsu, etc.), dat zelden met tonale tekens wordt geschreven, behalve in woordenboeken. Moedertaalsprekers herkennen het verschil in toon en betekenis vanuit de context.